# Sessa Cilento
Sessa Cilento är en ort och kommun i provinsen Salerno i regionen Kampanien i Italien. Kommunen hade 1 302 invånare (2017).